# Borovec pri Karlovici
Borovec pri Karlovici je naselje v Občini Velike Lašče.